# (6804) Maruseppu
(6804) Maruseppu est un astéroïde de la ceinture principale.

## Description
(6804) Maruseppu est un astéroïde de la ceinture principale. Il fut découvert le 16 novembre 1995 à Kuma Kogen par Akimasa Nakamura. Il présente une orbite caractérisée par un demi-grand axe de 2,24 UA, une excentricité de 0,11 et une inclinaison de 3,2° par rapport à l'écliptique.

## Compléments